# Odznaka honorowa „Zasłużony dla górnictwa PRL”
Odznaka honorowa „Zasłużony dla górnictwa PRL” – trzystopniowe resortowe odznaczenie cywilne, ustanowione 22 czerwca 1984 roku przez Radę Ministrów.

## Charakterystyka
Było to wyróżnienie nadawane pracownikom:
- kopalni innych jednostek organizacyjnych zajmujmujących się problematyką górniczą,
- organów administracji państwowej nadzorujących górnictwo lub działających w dziedzinie górnictwa,
- innych jednostek organizacyjnych, organizacji zawodowych i społecznych współpracujących z górnictwem.

Odznaka przyznawana była w uznaniu wieloletniej i aktywnej pracy zawodowej oraz zasług dla rozwoju górnictwa zwłaszcza w zakresie wprowadzania i upowszechniania postępu organizacyjno-technicznego, wzrostu wydobycia węgla i innych surowców, inicjowania i rozwoju współzawodnictwa pracy, kształcenia i podnoszenia kwalifikacji zawodowych pracowników górnictwa oraz rozwoju kultury, sztuki i nauki górniczej.
Wycofana zostało 23 lutego 2000, wraz z szeregiem innych odznaczeń ustanowionych w okresie PRL, a jej funkcję przejęła ustanowiona 28 listopada 2001, jednostopniowa odznaka honorowa „Zasłużony dla Górnictwa RP”.

## Opis odznaki
Odznaka była trzystopniowa (złota, srebrna, brązowa) i miała formę stylizowanego okręgu o średnicy 37 mm, wykonanego z metalu patynowanego na brązowego, srebrzonego lub pozłacanego (w zależności od stopnia). Górną część okręgu stanowił wieniec laurowy, a dolną fragment koła zębatego z napisem „ZASŁUŻONY DLA GÓRNICTWA PRL”. W środku okręgu znajdowały się skrzyżowane pyrlik i młotek. Rewers odznaki był gładki.
Odznakę zawieszano na wstążce o szerokości 30 mm, która składała się z czterech pasów o barwie zielonej, czarnej, czarnej i zielonej, pośrodku umieszczono dodatkowo dwa wąskie paski w barwach flagi państwowej. Wstążki odznaki srebrnej i złotej miały dodatkowe paski w tych barwach umieszczone po bokach białego i czerwonego paska.
Górna część wstążki umocowana była do metalowej listewki (przywieszki), stanowiącej widoczną część metalowego usztywnienia schowanego pod wstążką, z zapięciem agrafkowym na rewersie przywieszki.
Odznaczenie posiadało dwie wersje różniące się wyglądem przywieszki. Wczesna wersja nie posiadała na przywieszczce ornamentu, natomiast ta późniejsza ozdobiona była motywem z liści laurowych.